# Jiaohe (Jilin)
Koordinaten: 43° 42′ N, 127° 19′ O
Jiaohe (蛟河市,  Jiāohé Shì) ist eine kreisfreie Stadt, die als solche zum Verwaltungsgebiet der bezirksfreien Stadt Jilin im Südosten der nordostchinesischen Provinz Jilin gehört. Sie hat eine Fläche von 6.050 km² und zählt 447.226 Einwohner (Stand: Zensus 2010).

## Geschichte des Ortsnamens
Die Verwaltungseinheit wurde 1909 als Kreis Emu (额穆县) gegründet und 1939 in Jiaohe umbenannt. 1989 wurde der Kreis Jiaohe in eine kreisfreie Stadt umgewandelt.

## Administrative Gliederung
Auf Gemeindeebene setzt sich Jiaohe aus sieben Straßenvierteln, acht Großgemeinden, einer Gemeinde und einer Nationalitätengemeinde zusammen. Diese sind:
| Straßenviertel Minzhu (民主街道), Sitz der Stadtregierung; Straßenviertel Chang’an (长安街道); Straßenviertel Hebei (河北街道); Straßenviertel Henan (河南街道); Straßenviertel Lafa (拉法街道); Straßenviertel Naizishan (奶子山街道); Straßenviertel Xinnong (新农街道); Großgemeinde Baishishan (白石山镇); | Großgemeinde Huangsongdian (黄松甸镇); Großgemeinde Piaohe (漂河镇); Großgemeinde Qingling (庆岭镇); Großgemeinde Songjiang (松江镇); Großgemeinde Tianbei (天北镇); Großgemeinde Tiangang (天岗镇); Großgemeinde Xinzhan (新站镇); Gemeinde Qianjin (前进乡); Gemeinde Wulin der Koreaner (乌林朝鲜族乡). |